# Caisse nationale de santé

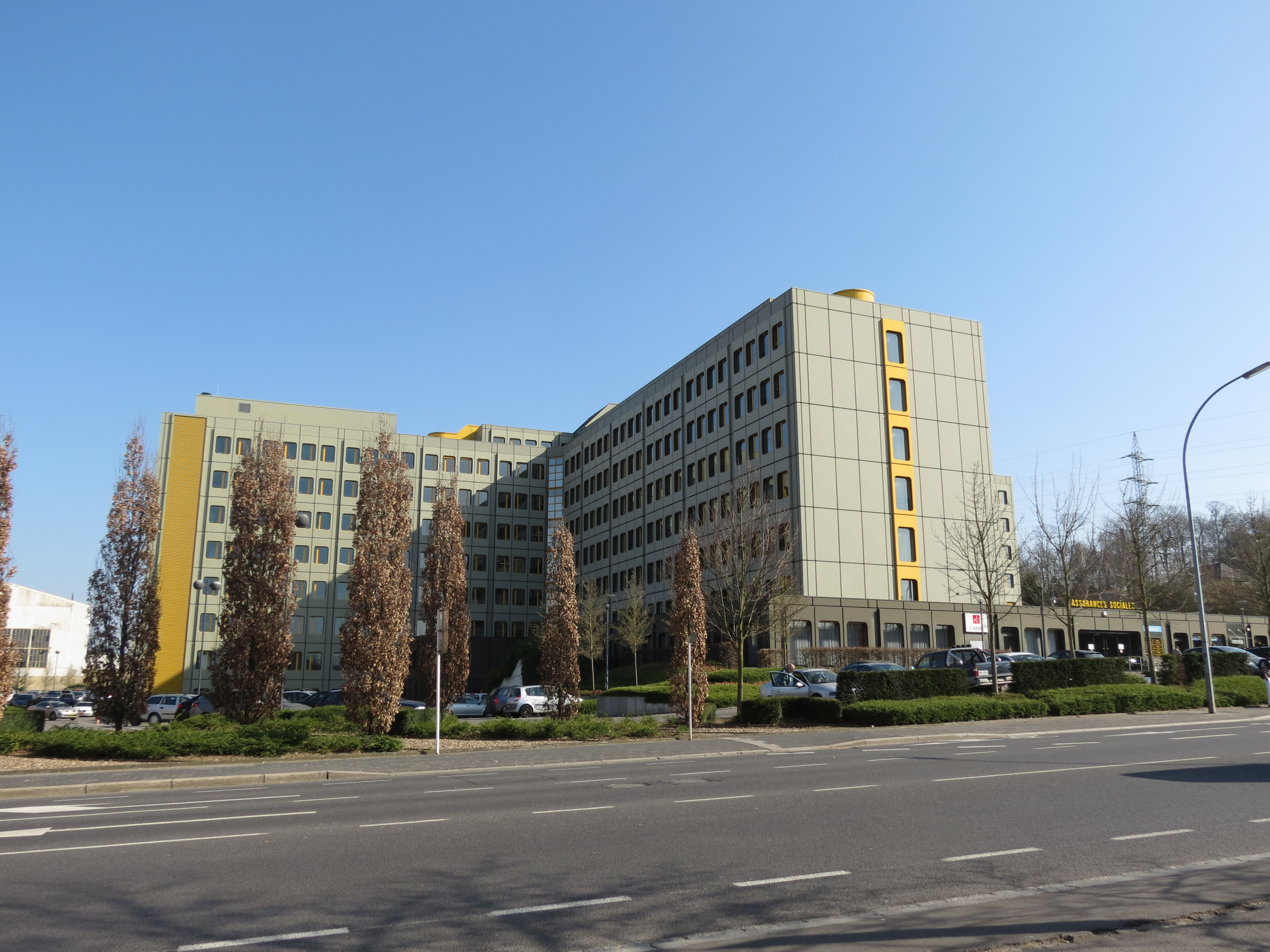
Bâtiment des Assurances sociales, Luxembourg-Ville, 2014.
L'immeuble des Assurances sociales sur la route d'Esch à Luxembourg Ville.

La Caisse nationale de santé (CNS) ou en luxembourgeois : Gesondheetskeess est un établissement public luxembourgeois qui est responsable, dans le cadre du système de sécurité sociale de l'assurance maladie dans le secteur privé.

## Histoire
La caisse nationale de santé est créée le 1er janvier 2009 dans le cadre de la réforme du système de sécurité sociale introduisant un statut unique pour les salariés du secteur privé. La CNS succède ainsi à l'union des caisses de maladie (UCM) et aux six caisses de maladie qui couvraient le secteur privé en fonction de la catégorie socioprofessionnelle :
- Caisse de maladie des employés privés (CMEP) ;
- Caisse de maladie des ouvriers (CMO) ;
- Caisse de maladie des professions indépendantes (CMPI) ;
- Caisse de maladie agricole (CMA) ;
- Caisse de maladie des employés de l'ARBED (CMEA) ;
- Caisse de maladie des ouvriers de l'ARBED (CMOA).

## Missions et responsabilités
La CNS gère l'assurance maladie-maternité et l'assurance dépendance au Luxembourg. Elle prend en charge les soins de santé, verse des indemnités en cas d'incapacité de travail, contrôle la qualité des prestations et informe les assurés, prestataires et employeurs. Elle contribue également à la régulation du système de santé en collaboration avec les autorités publiques.